# В защиту науки
«В защиту науки» — бюллетень, печатный орган Комиссии по борьбе с лженаукой. На своих страницах критикует шарлатанов в науке и бизнесе, предлагающих государству или гражданам тратить деньги на неосуществимые псевдонаучные цели и проекты. Также критикует псевдонаучные теории и направления, создатели которых закрывают глаза на факты и прилагают усилия к распространению своих учений. Издаётся для широкого круга читателей.
Инициатор создания Комиссии по борьбе с лженаукой — нобелевский лауреат В. Л. Гинзбург.
Издано 24 номера бюллетеня (на декабрь 2023 года). Изначально планировался выход два раза в год, однако бюллетень № 1 вышел в ноябре 2006 года, бюллетень № 2 — в ноябре 2007 года. Распространяется по научным учреждениям, вузам, государственным органам власти.

## Авторы
На страницах бюллетеня публикуются статьи и интервью академиков и членов-корреспондентов РАН, докторов и кандидатов наук, научных работников научных и учебных учреждений России, включая В. Л. Гинзбурга, В. Е. Фортова, Е. Б. Александрова, В. А. Васильева, И. И. Гительзона, Э. П. Круглякова, В. П. Маслова, В. А. Рубакова, М. В. Садовского, А. М. Черепащука и др.

## Редакционная коллегия
В состав редколлегии входят:
- Е. Б. Александров (до 2012 года — Э. П. Кругляков) — ответственный редактор;
- А. Г. Сергеев — заместитель ответственного редактора;
- Ю. Н. Ефремов;
- В. Е. Захаров;
- В. А. Кувакин;
- Р. Ф. Полищук;
- Л. И. Пономарёв;
- М. В. Садовский;
- В. Г. Сурдин — ответственный секретарь;
- А. М. Черепащук.

## Содержание
На страницах бюллетеня критиковались следующие явления.
- Мистические исследования Э. Мулдашева, изложенные в книгах «От кого мы произошли?», «В объятиях Шамбалы», «В поисках города богов». Эти книги написаны в связи с его путешествиями в Тибет, Индию, Непал и Египет. Автор состоялся как хирург-офтальмолог, но «в какой-то момент его занесло»[1]. Также критике была подвергнута не ясная до конца история о пересадке глаза.
- Продажа звёзд некоторыми частными предприятиями.
- Астрология. Милиция и МЧС, пользующиеся услугами астрологов. Газеты, публикующие астрологические гороскопы.
- Новая хронология, развиваемая академиком А. Т. Фоменко.
- Школьный предмет «Основы православной культуры».
- Книга «Теория физического вакуума» Г. И. Шипова.
- Книга «В поисках Тонкого мира» Г. Н. Дульнева.
- Необоснованное использование термина синергетика в некоторых гуманитарных исследованиях.
- Великая тайна воды (фильм).
- Креационизм.
- Крионика.
- Торсионные поля.
- Теория «волнового генома» П. П. Гаряева.
- Деятельность В. И. Петрика.
- Гомеопатия.

В предисловии к бюллетеню № 1 авторы пишут:

Иногда кажется, что дело уже проиграно и что возврат к Средневековью — лишь вопрос времени. Вот только подрастёт молодёжь, которую уже обучают фоменковщине и «креационистской науке»… Но мы исходим из того, что ещё не поздно, что даже слабое воздействие всё ещё может изменить траекторию развития страны. Попытаться изменить положение дел — наш долг.

Сборнику были посвящены публикации в некоторых СМИ.

### Патенты
Критике подверглись Патентный закон РФ, работники Роспатента, а также отдельные патенты на изобретения:
- 2204424 «Гармонизация и улучшение состояния биологического объекта и окружающего пространства»;
- 2083239 «Симптоматическое лечение заболеваний с помощью осиновой палочки в момент новолуния для восстановления целостности энергетической оболочки организма человека»;
- 2157091 «Установление факта смерти пропавшего без вести человека по ранее принадлежавшей ему вещи»;
- 2140796 «Устройство для энергетических воздействий с помощью фигур на плоскости, генерирующих торсионные поля»;
- 2139107 «Преобразование геопатогенных зон в благоприятные на огромных территориях путём использования минералов положительного поля»;
- 2163305 «Устройство для снижения токсичности продуктов сгорания и повышения энергоемкости топлива»;
- 2177504 «Устройство для изменения свойств веществ и состоящих из них объектов».